# Oberndorf (Freyung)
Oberndorf ist ein Gemeindeteil der Stadt Freyung im Landkreis Freyung-Grafenau in Bayern.

## Geographie und Verkehrsanbindung
Oberndorf liegt östlich des Kernortes Freyung an der Staatsstraße 2630. Nördlich fließt der Saußbach und verläuft die B 12.

## Sehenswürdigkeiten
In der Liste der Baudenkmäler in Freyung sind für Oberndorf zwei Baudenkmäler aufgeführt: 
- die um die Mitte des 19. Jahrhunderts erbaute Ortskapelle in Oberndorf
- die in der Nähe von Oberndorf (an der Straßengabelung Perlesöd-Leitenmühle) befindliche Bildstock-Säule aus dem Jahr 1736; sie ist gemauert, hat einen Aufsatz und trägt ein Zeltdach